# Pierre de Sales Baillot
Pierre Marie François de Sales Baillot (Passy, 1 oktober 1771 – Parijs, 15 september 1842) was een Frans violist en componist.

## Leven en werk
De Sales Baillot studeerde bij Giovanni Battista Viotti aan het Conservatoire national supérieur de musique. Hij begon zijn carrière als componist en schreef verschillende composities. De Sales Baillot had veel invloed op de technische en muzikale ontwikkeling in een tijdperk waarin virtuositeit openlijk werd aangemoedigd. Hij werd docent aan het Parijse Conservatorium en in 1803 publiceerde hij in samenwerking met zijn collega's Pierre Rode en Rudolphe Kreutzer de Méthode de violon du Conservatoire (vioolmethode van het conservatorium). Hij was de leider van het orkest van de Opera van Parijs, gaf solorecitals en hij was een opmerkelijke uitvoerder van kamermuziek.
De Sales Baillot overleed op 70-jarige leeftijd te Parijs.
- Bibsys: 1535375968036
- Biblioteca Nacional de España: XX1573519
- Bibliothèque nationale de France: cb14470874m (data)
- Catàleg d'autoritats de noms i títols de Catalunya: 981058527931106706
- CiNii: DA07531151
- Gemeinsame Normdatei: 116040505
- International Standard Name Identifier: 0000 0001 0872 6445
- Library of Congress Control Number: n89628570
- Nationale Bibliotheek van Letland: 000298789
- Base Léonore: LH//93/21
- MusicBrainz: d356d4e1-4c8f-4fe8-b000-4cb3201e3418
- Nationale Bibliotheek van Tsjechië: ola2003196327
- Nationale Bibliotheek van Israël: 987007279393905171
- Nederlandse Thesaurus van Auteursnamen: 10134046X
- Réseau des bibliothèques de Suisse occidentale: 02-A002961251
- Istituto Centrale per il Catalogo Unico: MUSV003771
- SNAC: w6th8sg8
- Système universitaire de documentation: 073568813
- Virtual International Authority File: 14997634
- WorldCat: E39PBJxxkF6X6QWq7t7T4VXTpP